# Pseudoxycheila tarsalis
Pseudoxycheila tarsalis — вид жуков из подсемейства Скакуны в составе семейства жужелицы.

## Описание
Длина тела жуков 12—15 мм. Челюсти, усики, конечности — чёрные. Голова, переднеспинка и надкрылья — синего цвета и некоторым металлическим блеском. Посредине каждого надкрылья находится овальное черноё пятно с округлой оранжевой точкой.
Жуки встречаются в июне-августе. Активны днем, являются активными хищниками. Личинки живут в цилиндрических норах, где ближе к поверхности они ждут в засаде добычу.

## Ареал
Колумбия, Коста-Рика, Панама.